# Ungulaspis pinicolous
Ungulaspis pinicolous är en insektsart som först beskrevs av Chen 1937.  Ungulaspis pinicolous ingår i släktet Ungulaspis och familjen pansarsköldlöss. Inga underarter finns listade i Catalogue of Life.